# Антианіра
Антиані́ра (дав.-гр. Аντιανειρα) — персонаж давньогрецької міфології, амазонка.
Вона стала очільницею амазонок після загибелі їхньої цариці Пентесілеї. Сама загинула в битві зі скіфами, які вмовляли амазонок зійтися з ними, оскільки у них цілі руки і ноги, тоді як своїх чоловіків амазонки калічили, ламаючи їм стегно або лікоть. Відповідь Антианіри, яка призвела до війни зі скіфами, «Кращій коханець кульгавий» (дав.-гр. ἄριστα χωλὸς οἰφεῖ) стала прислів'ям.